# Ripper (gra komputerowa)
Ripper – komputerowa gra przygodowa, wydana w 1996 roku przez Take-Two Interactive na sześciu płytach CD.

## Fabuła
Akcja gry ma miejsce w Nowym Jorku w roku 2040. Gracz wciela się w postać Jake'a Quinlana, dziennikarza śledczego gazety „Virtual Herald”. Z Quinlanem kontakt nawiązał Ripper, seryjny morderca, który wysyła dziennikarzowi wiadomości po każdym dokonanym zabójstwie. Gra rozpoczyna się po tym, gdy Ripper zabił swoją trzecią ofiarę, Renee Stein. Quinlan rozpoczyna śledztwo, co utrudnia mu detektyw Vincent Magnotta. Wkrótce Quinlan otrzymuje informację od Rippera, który twierdzi, że jego następną ofiarą będzie dziewczyna Quinlana, Catherine Powell, ponieważ była ona blisko odkrycia prawdziwej tożsamości zabójcy. Po tej wiadomości Quinlan natychmiast udaje się do domu Powell, ale nie zapobiegł atakowi Rippera: Powell przeżyła, ale została poważnie ranna i zapadła w śpiączkę.
Quinlan odwiedza Tribeca Center – szpital, w którym leży Powell. Dr Clare Burton uważa, że może z pamięci Powell odzyskać wizerunek Rippera. Próba odzyskania takiego obrazu powiodła się, ale jest on zniekształcony, przez co Quinlan próbuje znaleźć inne dowody na tożsamość Rippera. Quinlan szybko ogranicza liczbę podejrzanych do trzech: Magnotty, Burton oraz Joeya Falconettiego, hakera, który pomaga Quinlanowi uzyskać informacje z mózgu Powell.
Dzięki przejrzeniu postępów śledztwa Powell oraz odkryciu nowych szczegółów o Ripperze, Quinlan stwierdził zaangażowanie wszystkich ofiar Rippera oraz wszystkich osób związanych w śledztwo w „Web Runners” – społeczność graczy online. Gra, na której społeczność skupiła się najbardziej, dotyczyła Kuby Rozpruwacza. Podczas gry zginął jeden z członków społeczności – matka Catherine Powell. Quinlan odkrywa, że gracze umierali, gdy Ripper podczas sesji przesyłał do mózgów graczy kod powodujący niebezpieczny wzrost ich temperatury ciała.
Quinlan odnajduje następnie podzieloną na trzy części cyberbroń, którą przed swoją śmiercią stworzył inny zamordowany gracz – Hamilton Wofford. Broń ta może powstrzymać Rippera podczas sesji. Dziennikarz składa broń w całość, włącza się do gry i zabija Rippera w wirtualnym Whitechapel, po czym całe miasto się rozpada.

## Rozgrywka
Ripper jest grą typu wskaż i kliknij z widokiem pierwszej osoby. Gracz przemieszcza się od jednego punktu do drugiego poprzez kliknięcie. Jedną z unikalnych cech gry jest fakt, że podczas przemieszczania się bohatera przedstawiony jest filmik pokazujący podróż w to miejsce.
Inną przełomową cechą jest losowość zabójcy; tożsamość Rippera jest ustalana losowo na początku gry, a mordercą może być Joey Falconetti, Clare Burton, Vincent Magnotta lub Catherine Powell. W związku z tym niektóre wskazówki otrzymywane w trakcie gry różnią się, ale większość pokrywa się mimo różnych zakończeń.

## Obsada
- Christopher Walken jako Vincent Magnotta
- Burgess Meredith jako Hamilton Wofford i Covington Wofford
- Karen Allen jako dr Clare Burton
- David Patrick Kelly jako Joey Falconetti
- Scott Cohen jako Jake Quinlan
- Ossie Davis jako Ben Dodds
- John Rhys-Davies jako Vigo Haman
- Tahnee Welch jako Catherine Powell
- Jimmie Walker jako Soap Beatty
- Steven Randazzo jako sierżant Lou Brannon
- Peter Boyden jako Vic Farley
- Paul Giamatti jako dr Bud Cable